# US Marine Corps War Memorial

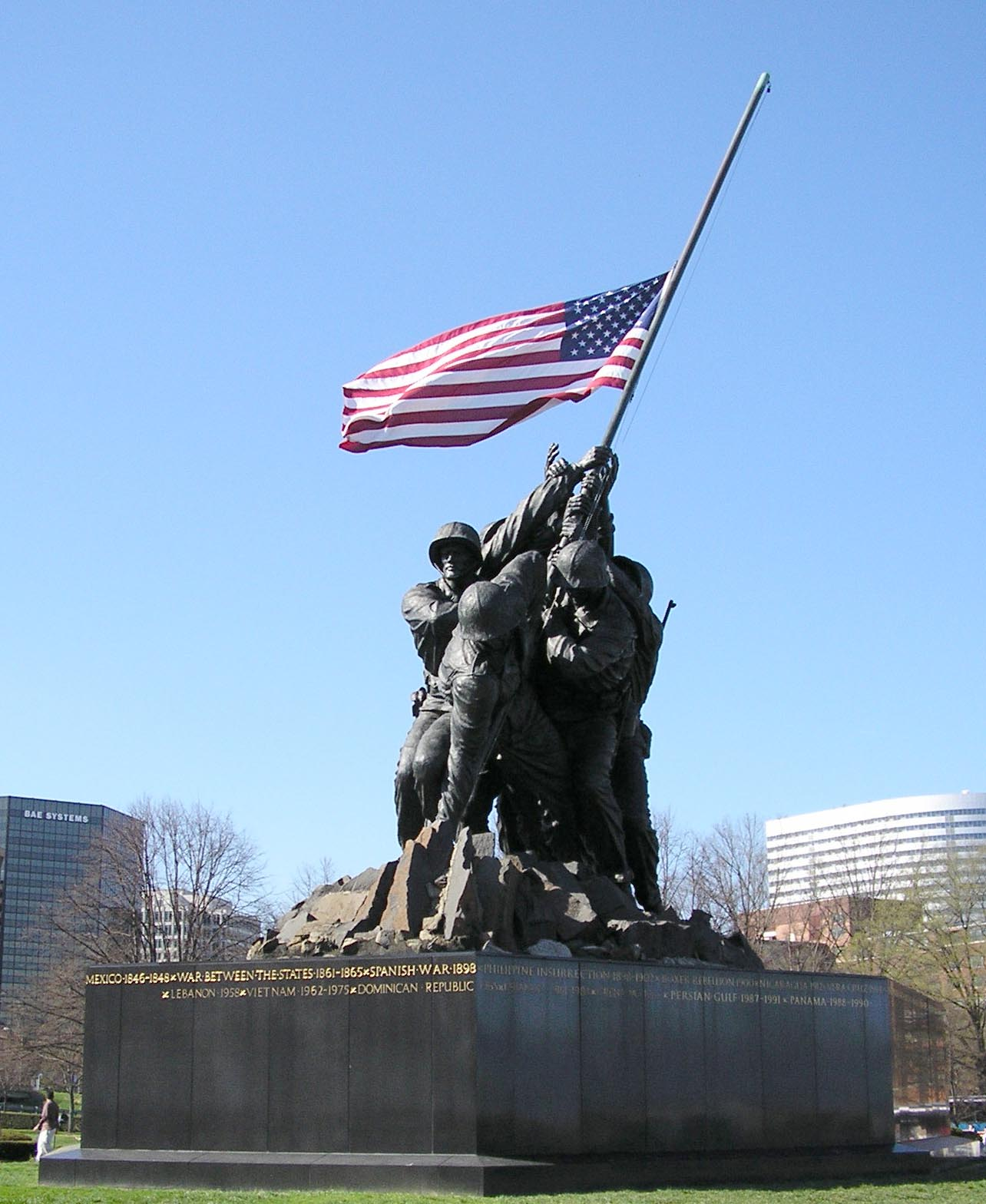
US Marine Corps War Memorial, med sockel i diabas från Hägghult i Skåne

US Marine Corps War Memorial är ett militärt minnesmärke vid Arlington National Cemetery i Rosslyn i delstaten Virginia i USA. Monumentet tillägnas alla dem som tjänstgjort i marinkåren för att försvara sitt land sedan 1775.

## Beskrivning
Den stora bronsgruppen föreställer resandet av den amerikanska flaggan på toppen av Mount Suribachi på södra spetsen av Iwo Jima den 23 februari 1945 under slaget om Iwo Jima.
Monumentet är baserat på det Pulitzerprisvinnande fotografiet "Raising the Flag on Iwo Jima" av Joe Rosenthal. Skulptören Felix W. de Weldon, som tjänstgjorde i USA:s flotta blev inspirerad att göra en modell med fotografiet som utgångspunkt och senare en skulptur i naturlig storlek, vilken tjänade som förlaga till minnesmärket.
Gjutningen av bronsmonumentets 108 delar påbörjades 1951 vid Bedi-Rassy Art Foundry i Brooklyn i New York och arbetet tog cirka tre år att genomföra. Den totala kostnaden på 850 000 USA-dollar var donerad. Statyn sköts av National Park Service i George Washington Memorial Parkway.
Även monumentets delar har imponerande mått; mansfigurerna är tio meter höga och flaggstången är 20 meter hög. Monumentets sockel i diabas från Hägghult har två inskriptioner:
- "In honor and in memory of the men of the United States Marine Corps who have given their lives to their country since November 10, 1775."
- "Uncommon Valor was a Common Virtue." — en hyllning av Amiral Chester Nimitz till de kämpande männen på Iwo Jima.

Tid och plats för varje större incident där marinsoldaterna är representerade är inhuggna runt monumentets sockel. (Det lär vara tillräckligt med plats över för att täcka detta millennium).
Monumentet invigdes officiellt av president Dwight D. Eisenhower den 10 november 1954, som också var marinkårens 179:de årsdag. President John F. Kennedy proklamerade 1961 att den amerikanska flaggan där skulle vaja dygnet runt, och det är en av få officiella platser där detta är tillåtet.
Den ursprungliga modellstatyn står i Harlingen i Texas på Marine Military Academy, en privat marinkårsinspirerad militärakademi. Akademin är också viloplats för korpral Harlon Block, en av de odödliggjorda marinsoldaterna som tjänade som förebilder för statyn. Kopral Block blev dödad i tjänsten på Iwo Jima.
Det nationella Iwo Jima Memorial i Newington i Connecticut har en liknande design och utgör ett minnesmärke för de 6 821 soldater som dog i slaget.

## Referenser

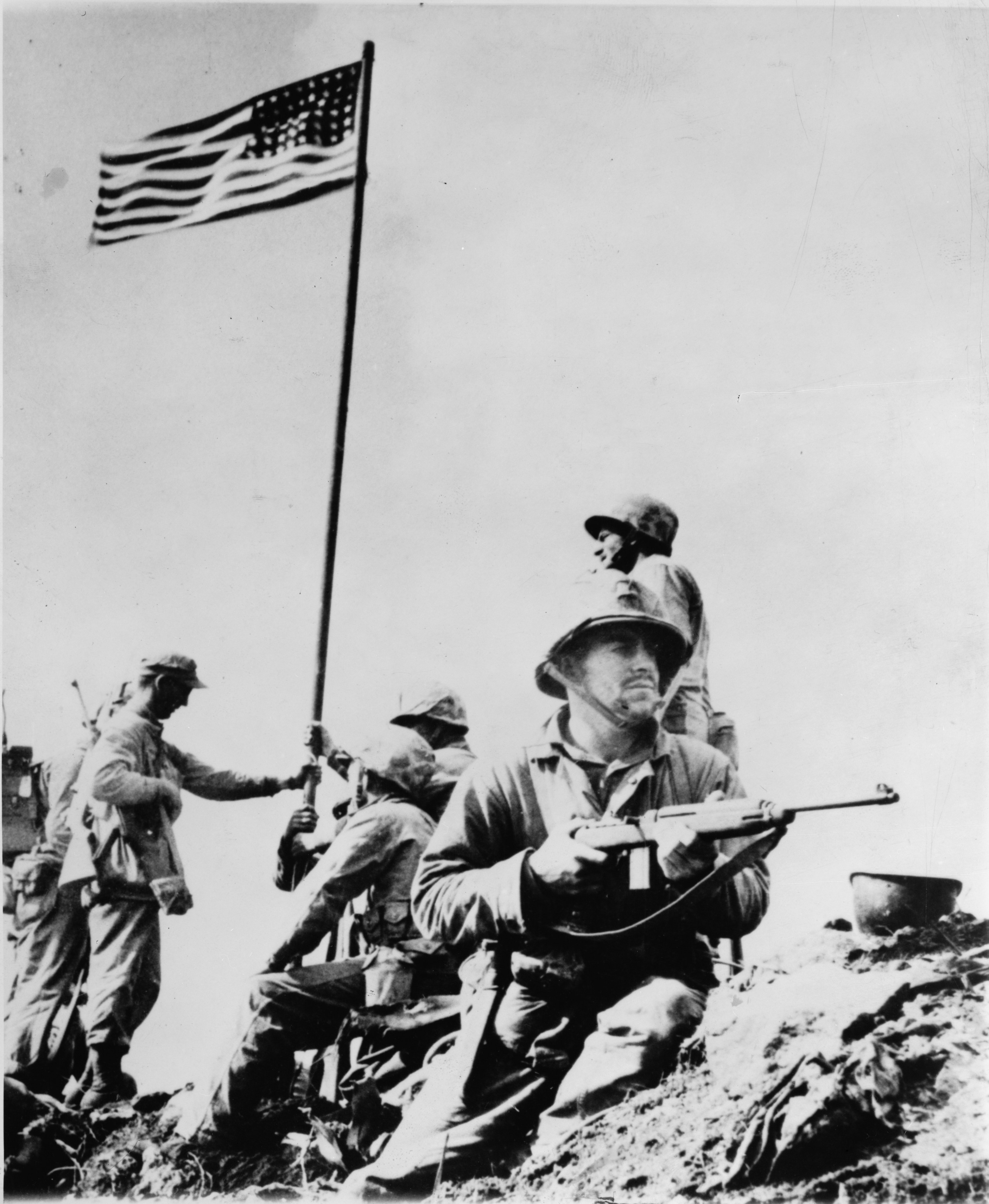
Bilden på den första flaggresningen. Flaggan togs iland av 2d Battalion, 28th Marines och restes på toppen av Mount Suribachi 10:20 23 februari 1945.